# Villa del Campo
Villa del Campo – gmina w Hiszpanii, w prowincji Cáceres, w Estramadurze, o powierzchni 56,92 km². W 2011 roku gmina liczyła 538 mieszkańców.